# Dieselgemaal

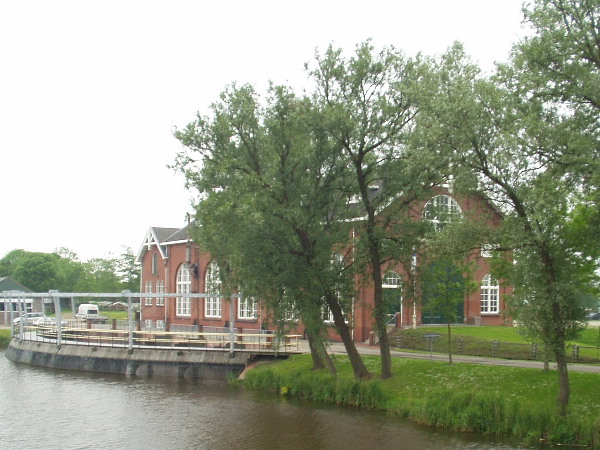
Het dieselgemaal Waterwolf.

Een dieselgemaal is een gemaal dat wordt aangedreven door een of meer dieselmotoren.
Anno 2010 zijn bijna alle gemalen elektrisch, maar in enkele gevallen worden gemalen nog  aangedreven door de relatief goedkopere dieselmotor. Een bijzonder gemaal is De Waterwolf in de provincie Groningen. Dit gemaal was van oorsprong elektrisch, maar in de loop der tijd zijn de elektromotoren die de pompen aandreven, vervangen door dieselmotoren.

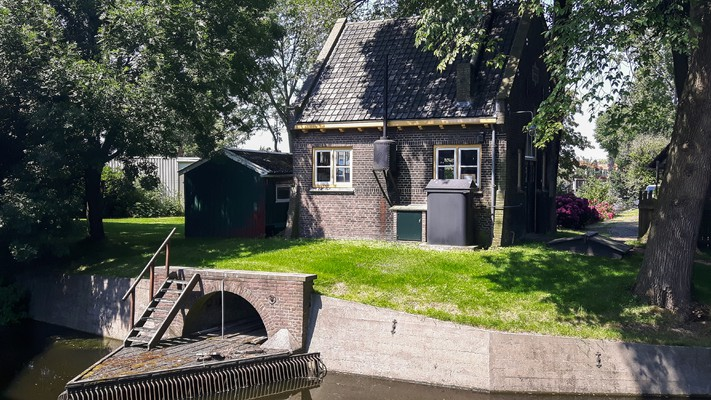
Het Dieselgemaal Alkmaar heeft sinds 1994 de status van Provinciaal Monument.

Het "Dieselgemaal Overdie en Achtermeer", actief van 1913 tot 1988, bemaalde de oudste polder van Nederland (1533), nadat in 1912 de toenmalige molen was afgebrand. In 1989 werd de Stichting Beheer Dieselgemaal polder Overdie-Achtermeer opgericht en vernoemd naar Johan Schilstra. In 2011 is het gemaal door de Stichting Beheer Dieselgemaal “J.J. Schilstra” overgedragen aan woningcorporatie Van Alckmaer.